# Frederik Tingager
Frederik Tingager (født 22. februar 1993) er en dansk fodboldspiller, der spiller som central forsvarer for den danske superligaklub AGF.

## Karriere

### Tuse IF og Brøndby IF
I 1996 startede Frederik Tingager sin ungdomskarriere i hans barndomsklub, Tuse I.F. Efter at have tilbragt karrierens ti første år i Tuse, valgte han i 2006 at flytte til det lokale divisionshold, Holbæk B&I., hvor han tilbragte de næste tre år. I 2009 blev han hentet til Brøndby I.F.'s ungdomsakademi, hvor han havde kontrakt til 2012.

### Holbæk B&I
Frederik Tingager forlod Brøndby I.F. og tog derfor beslutningen om at tage retur til Holbæk B&I i 2012, hvor han skrev under på en toårige kontrakt. I ultimo 2014 skrev Tingager under på en toethalvtårig forlængelse af sin kontrakt med Holbæk B&I.

### Odense Boldklub
Den 8. december 2015 blev det offentliggjort, at Frederik Tingager skiftede til Odense Boldklub på en aftale frem til sommeren 2018 efter at have været til prøvetræning i klubben i november. Han fik sin debut i Superligaen den 8. maj 2016, da han startede inde og spillede alle 90 minutter i 0-1-nederlaget hjemme til F.C. København, men pådrog sig under kampen en revne i det ene kindben.
Han scorede sit første mål i Superligaen den 29. maj, da han scorede OB's første mål i 3-2-sejren hjemme over AaB.

### Eintracht Braunschweig
Den 3. januar 2018 blev Tingager solgt til Braunschweig, som spiller i 2. Bundesliga. Han forlod klubben på en fri transfer ved udgangen af 2018.

### AGF
Tingager skiftede 4. januar 2019 til AGF i den danske Superliga.
Han skrev i medio december 2020 under på en fireårig kontraktforlængelse, således parterne havde papir på hinanden frem til sommeren 2025.